# Tanya Fir
Tanya Fir (née en 1975) est une femme politique canadienne. 
En 2020, elle siège à l'Assemblée législative de l'Alberta en tant que député du Parti conservateur uni pour la circonscription de Calgary-Peigan (en)

## Biographie
Elle a obtenu un baccalauréat de commerce et en ressources humaines pendant sa jeunesse.
À la fin décembre 2020, elle a voyagé hors du Canada, ce que des médias canadiens ont critiqué, puisqu'elle a préféré ne pas respecter les recommandations sanitaires des gouvernements du Canada et de l'Alberta.